# Massacre de Bangka

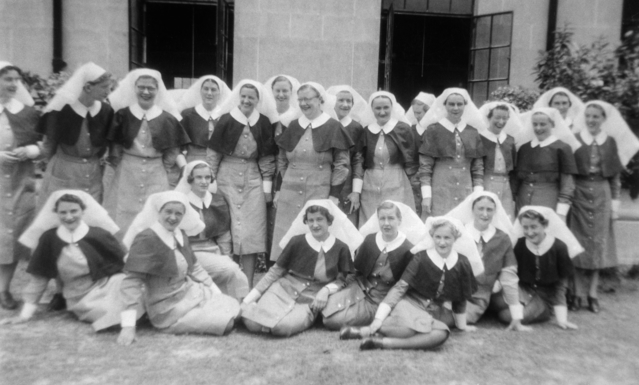
Portrait de groupe du personnel infirmier du 2/13e Australian General Hospital à Singapour, septembre 1941. Six de ces infirmières, dont Vivian Bullwinkel, font partie du groupe massacré sur la plage de Radji à Bangka. Une est aussi morte en captivité et une autre noyée lorsque le Vyner Brooke a coulé. Bullwinkel est la sixième dans le groupe debout en partant de la gauche.

Le massacre de Bangka est perpétré le 16 février 1942 lorsque des soldats de l'Armée impériale japonaise mutilèrent 22 infirmières de l'armée australienne et 60 soldats australiens et britanniques. Vivian Bullwinkel et deux soldats sont les trois uniques survivants. L’historienne Lynette Silver (en), la journaliste Tess Lawrence et la biographe Barbara Angell ont recueilli des informations indiquant que la plupart des infirmières ont été agressées sexuellement avant leur assassinat. Cependant, Bullwinkel ne fut pas autorisée à parler des viols après la guerre. Selon le gouvernement australien, les auteurs du massacre restent inconnus et « ont échappé à toute punition pour leur crime ». 

## Massacre
Le 12 février 1942, le voilier royal Vyner Brooke du Sarawak quitte Singapour juste avant que la ville ne tombe aux mains de l'armée impériale japonaise. Le navire transporte de nombreux blessés et 65 infirmières du service infirmier de l'armée australienne du 2/13e hôpital général australien, ainsi que des civils, des hommes, des femmes et des enfants. Le navire est bombardé par un avion japonais et coule. Deux infirmières sont tuées dans le bombardement ; les autres sont dispersées parmi les bateaux de sauvetage. Environ 100 survivants se réunissent près de la plage de Radji sur Bangka dans les Indes orientales néerlandaises (aujourd’hui en Indonésie), dont 22 des 65 infirmières d’origine. Une fois qu'il est découvert que l'île est occupée par les Japonais, un officier du Vyner Brooke décide d'aller se rendre ainsi que le reste du groupe aux autorités de Muntok. Pendant son absence, la matrone de l'armée, Irene Melville Drummond (en), l'infirmière la plus gradée, suggère que les femmes et les enfants civils partent pour Muntok, ce qu'ils font. Les infirmières restent pour soigner les blessés et mettent en place un abri avec un grand signe de la Croix-Rouge. 

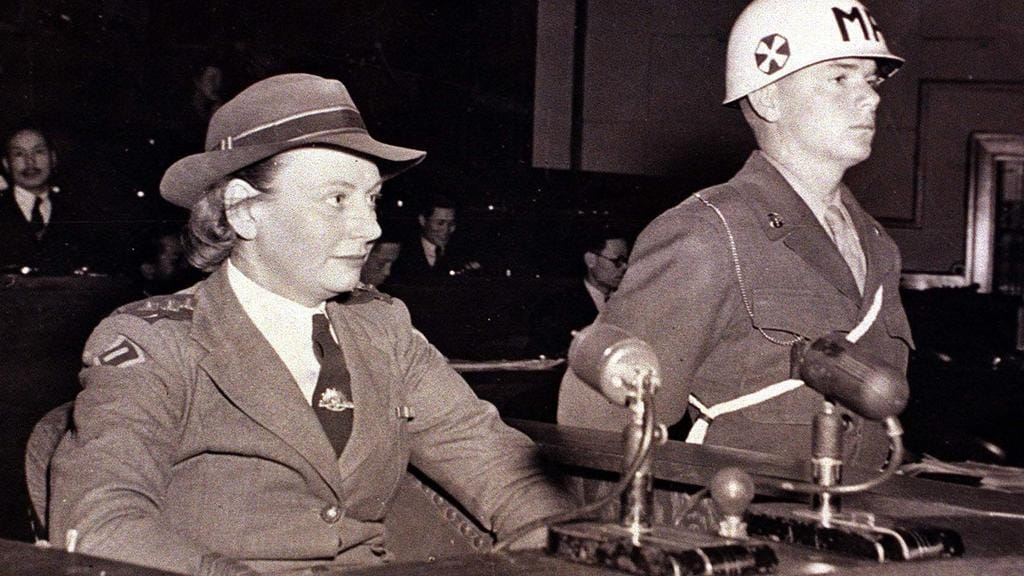
Vivian Bullwinkel lors de sa déposition en 1946 à Tokyo.

Au milieu de la matinée, l'officier du navire revient avec environ 20 soldats japonais. Ils ordonnent à tous les blessés capables de marcher de les suivre. Les infirmières entendent alors une succession de coups de feu avant que les soldats japonais ne reviennent, s’assoient devant les femmes et nettoient leurs baïonnettes et leurs fusils. Un officier japonais ordonne ensuite aux 22 infirmières restantes et à une femme civile de marcher dans les vagues. Une mitrailleuse est installée sur la plage et lorsque les femmes ont de l'eau jusqu'à la taille, elles sont mitraillées. Toutes sauf la sœur Vivian Bullwinkel sont tuées. Les soldats blessés laissés sur des civières sont ensuite tués.   
Touchée au diaphragme, Bullwinkel reste immobile dans l'eau jusqu'à ce que le son des troupes disparaissent. Elle rampe ensuite dans la brousse où elle reste inconsciente pendant plusieurs jours. À son réveil, elle rencontre le soldat Patrick Kingsley, un soldat britannique blessé à bord du navire, ayant lui aussi survécu au massacre. Elle panse ses blessures et les siennes, puis douze jours plus tard, ils se rendent aux Japonais. Kingsley meurt avant d’avoir atteint un camp de prisonniers de guerre, mais Bullwinkel passe trois ans là-bas. Elle survit à la guerre et témoigne du massacre perpétré devant le tribunal des crimes de guerre de Tokyo en 1947. Cependant, Bullwinkel reçoit l'ordre du gouvernement australien de ne pas parler des viols. 

## Commémoration

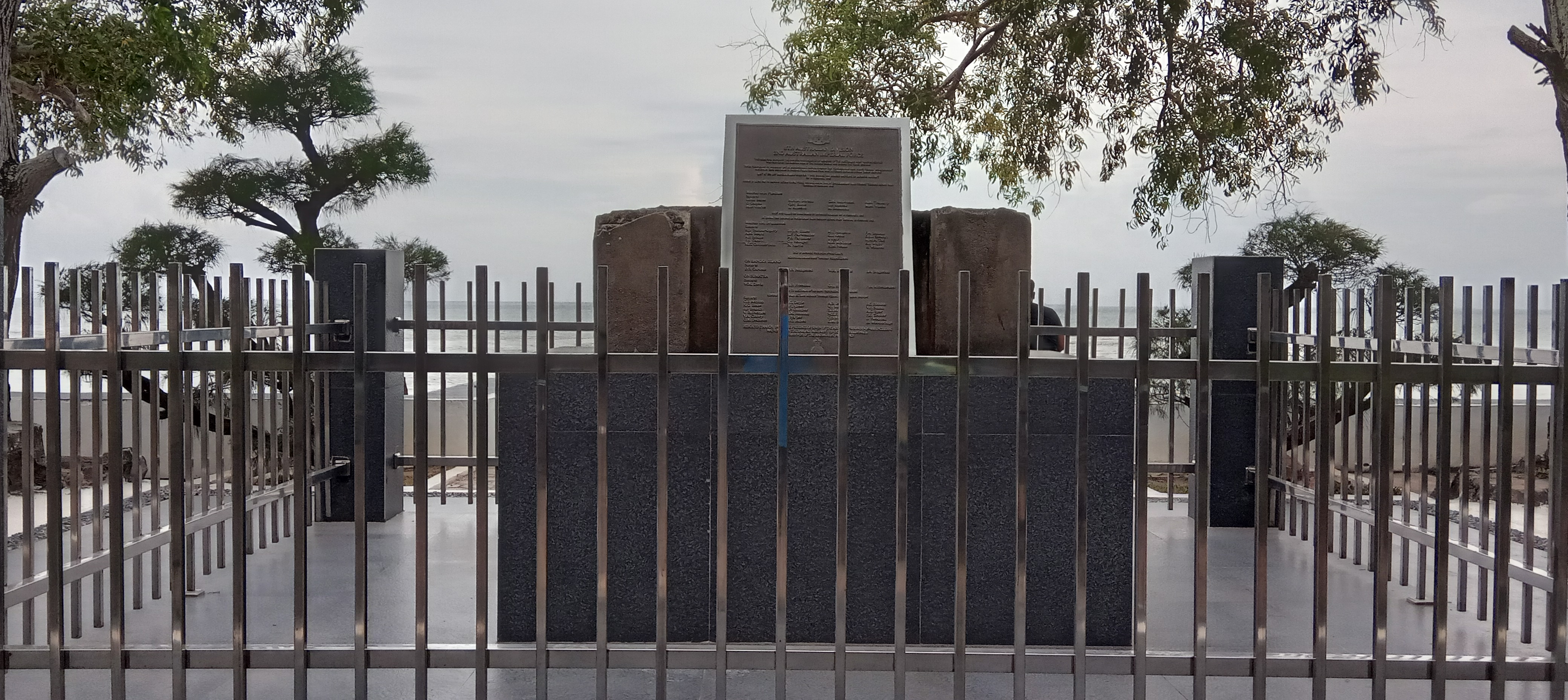
Bangka Island Massacre Memorial Monument (2022

En Australie méridionale, une commémoration annuelle, connue sous le nom de service commémoratif du jour de Bangka, a lieu au Women's Memorial Playing Fields, à St Mary le dimanche le plus proche du 16 février. 

## Lectures complémentaires
- Betty Jeffrey, White Coolies, Sydney, NSW, Eden Books, 1954 (ISBN 0-207-16107-0)
- Ian W Shaw, On Radji Beach, Sydney, NSW, Pan Macmillan Australia, 2010, 360 p. (ISBN 978-1-4050-4024-2, OCLC 610570783)
- Lionel Wigmore, The Japanese Thrust : Australia in the War of 1939 – 1945, Canberra, Australian War Memorial, 1957